# The Birdbot of Ice-Catraz
«The Birdbot of Ice-Catraz» (укр. «Птахобот із Айскатраса») — п’ята серія третього сезону анімаційного серіалу «Футурама», що вийшла в ефір у Північній Америці 4 березня 2001 року.

Автор сценарію: Ден Вебер.

Режисер: Джеймс Пердем.

## Сюжет
Серія відкривається повідомленням професора Фарнсворта про чергове «суперечливе» завдання: відбуксувати танкер із колумбійською «темною матерією» крізь усю Сонячну систему. Намічений шлях танкера пролягає небезпечно близько від заповідника пінгвінів на Плутоні (професор обрав такий варіант, щоби уникнути дорожних зборів), що створює потенційну небезпеку забруднення. Ліла відмовляється брати участь у такому завданні, тому професор призначає новим капітаном Бендера. Ліла, натомість, приєднується до групи пікетувальників з організації «Пінгвіни без кордонів».
Після невдалої першої спроби зупинити танкер (пікетувальники утворили кільце навколо нього, не подумавши про те, що корабель пересувається у трьох вимірах), група поспішає перехопити його на Плутоні. Ти часом на борту корабля назріває конфлікт: самодурство Бендера призводить до того, що Фрай саботує його лідерство і розриває їхню дружбу. Стурбований цим, Бендер припиняє вживати алкоголь (що, як було видно в попередніх серіях, викликає в нього стан, подібний до запою в людини) і втрачає керування кораблем. Танкер стикається з айсбергом, і «темна матерія» розливається по планеті.
За цю провину Бендера засуджують до суспільно-корисних робіт, які полягають в очищенні планети від забруднення разом з активістами захисту довкілля з «Пінгвінів без кордонів». Втім, скориставшись моментом, коли поліцейські, що вартують його, відволікаються на платонічні обійми, Бендер перевдягається у смокінг і змішується з колонією пінгвінів. Намагаючись імітувати поведінку пінгвінів, Бендер пірнає разом із ними у воду, де його мало не ковтає косатка. Пошкодження, завдані нею, спричинюють вимкнення і перезавантаження робота, після чого його психіка і поведінка стають такими, як у пінгвіна.
На засіданні товариства «Пінгвіни без кордонів» оголошується, що «темна матерія» спричинила підвищення плодючості пінгвінів у десятки тисяч разів: замість нормального відкладання яєць у кількості одного на рік тепер пінгвіни (як самці, так і самиці) почали відкладати до шести яєць кожні п’ятнадцять хвилин, а пташенята вилуплюються з яєць за 12 годин. Для того щоби врятувати пінгвінів від масової голодної смерті оголошується сезон полювання на них. Постріл Ліли, яка неохоче бере в цьому участь, влучає в голову Бендера, через що той перезавантажується у свою звичайну особистість.
Коли прибувають мисливці, Бендер очолює великий загін пінгвінів, які атакують ворога. Після вигнання мисливців, Бендер знімає з себе смокінг. На жаль, оскільки він навчив пінгвінів нападати на все, що не є пінгвіном, птахи атакують його і Лілу. Вони опиняються загнані на велику плавучу крижину, коли раптово прибуває Фрай на космічному кораблі. Опустившись на крижину, корабель перехиляє її своєю вагою, в результаті чого пінгвіни зісковзують у розчахнуту пащеку косатки. Друзі повертаються на Землю. Ліла зауважує, що природа завжди сама все влаштовує. Серія закінчується епізодом, в якому двоє пінгвінів з дуже серйозним виглядом підбирають дві покинуті мисливцями рушниці та зводять курки.

## Послідовність дії
- В цьому епізоді вдруге з’являється персонаж із родини Вотерфолів, озвучений Філом Гендрі.
- Професор Фарнсворт використовує винайдений ним прилад «довготелес», який, згідно з серією «Anthology of Interest I», існував лише у гіпотетичній моделі реальності, згенерованій машиною «а-що-якби?».

## Пародії, алюзії, цікаві факти
- Назва епізоду є алюзією на особу, відому під прізвиськом «Птахолов з Алькатраса» (англ. The Birdman of Alcatraz — в’язня тюрми Алькатрас, що розводив у свойї камері птахів, персонажа однойменної книги та фільму.
- Сюжет серії відбиває реальну історію аварії нафтового танкера «Ексон Вальдес», яка спричинила значне забруднення довкілля на Алясці. Назва танкера з «темною матерією» — «Хуан Вальдес».
- «Пінгвіни без кордонів» є пародією на реальну організацію «Качки без кордонів».
- Фраза, якою Бендер закликає пінгвінів до бою — «Ми битимемося з ними на берегах!» — є цитатою з відомої промови Вінстона Черчілля.
- Один з активістів захисту довкілля тримає плакат «Звільніть Чіллі-Віллі!», що є подвійною алюзією: по-перше, на мультиплікаційного персонажа — пінгвіна Чіллі-Віллі, по-друге, на заголовок фільму «Звільніть Віллі!» (головним героєм якого є косатка).
- Коли танкер з пробоїною наближається до неї, Ліла застібає каптур своєї парки так, що стає схожою на Кенні з анімаційного серіалу «Саут-Парк».